# Gildardo Magaña, Peribán
Gildardo Magaña är en ort i Mexiko.   Den ligger i kommunen Peribán och delstaten Michoacán de Ocampo, i den södra delen av landet, 300 km väster om huvudstaden Mexico City. Gildardo Magaña ligger 1 382 meter över havet och antalet invånare är 1 460.
Terrängen runt Gildardo Magaña är kuperad åt sydost, men åt nordväst är den platt. Runt Gildardo Magaña är det ganska glesbefolkat, med 42 invånare per kvadratkilometer. Närmaste större samhälle är Peribán de Ramos, 5,7 km sydost om Gildardo Magaña. I omgivningarna runt Gildardo Magaña växer huvudsakligen savannskog.